# Domovní znamení

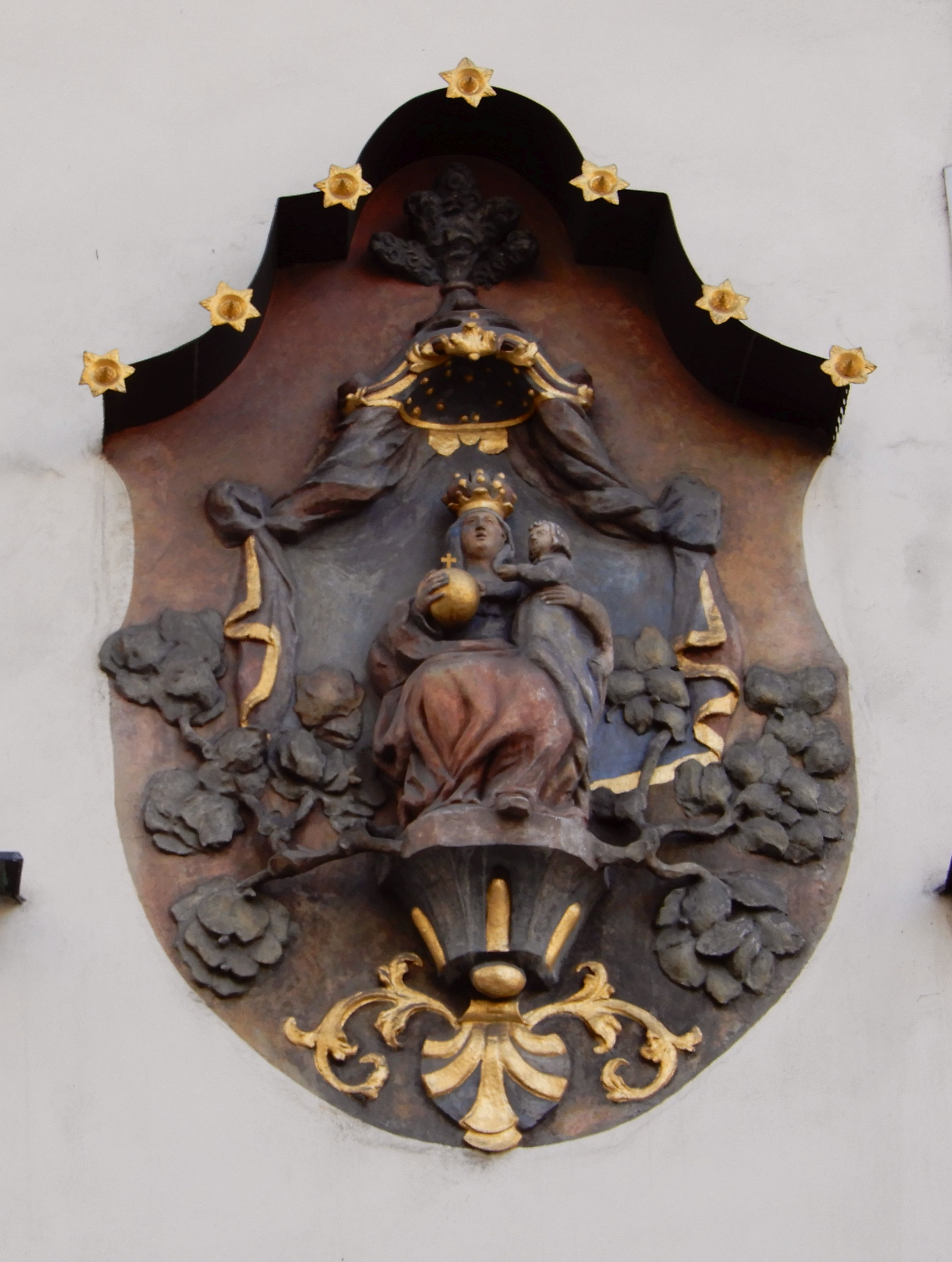
Panna Marie s dítětem, ochránkyně domu „U Cibulků“, Perlová ulice 2, čp. 413-I, Praha-Staré Město

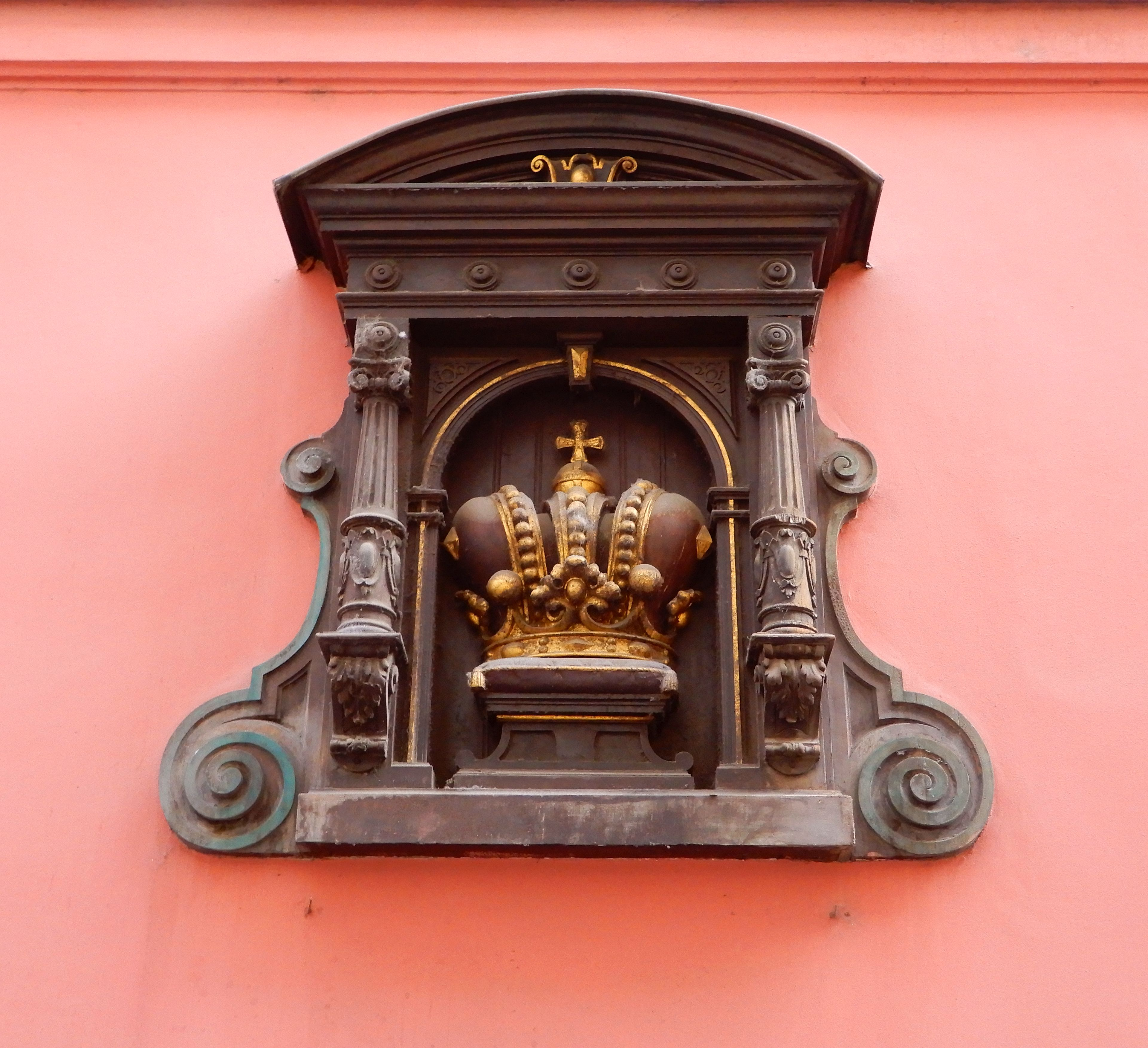
U zlaté koruny, Karlova ulice 48, čp. 455-I, Praha-Staré Město

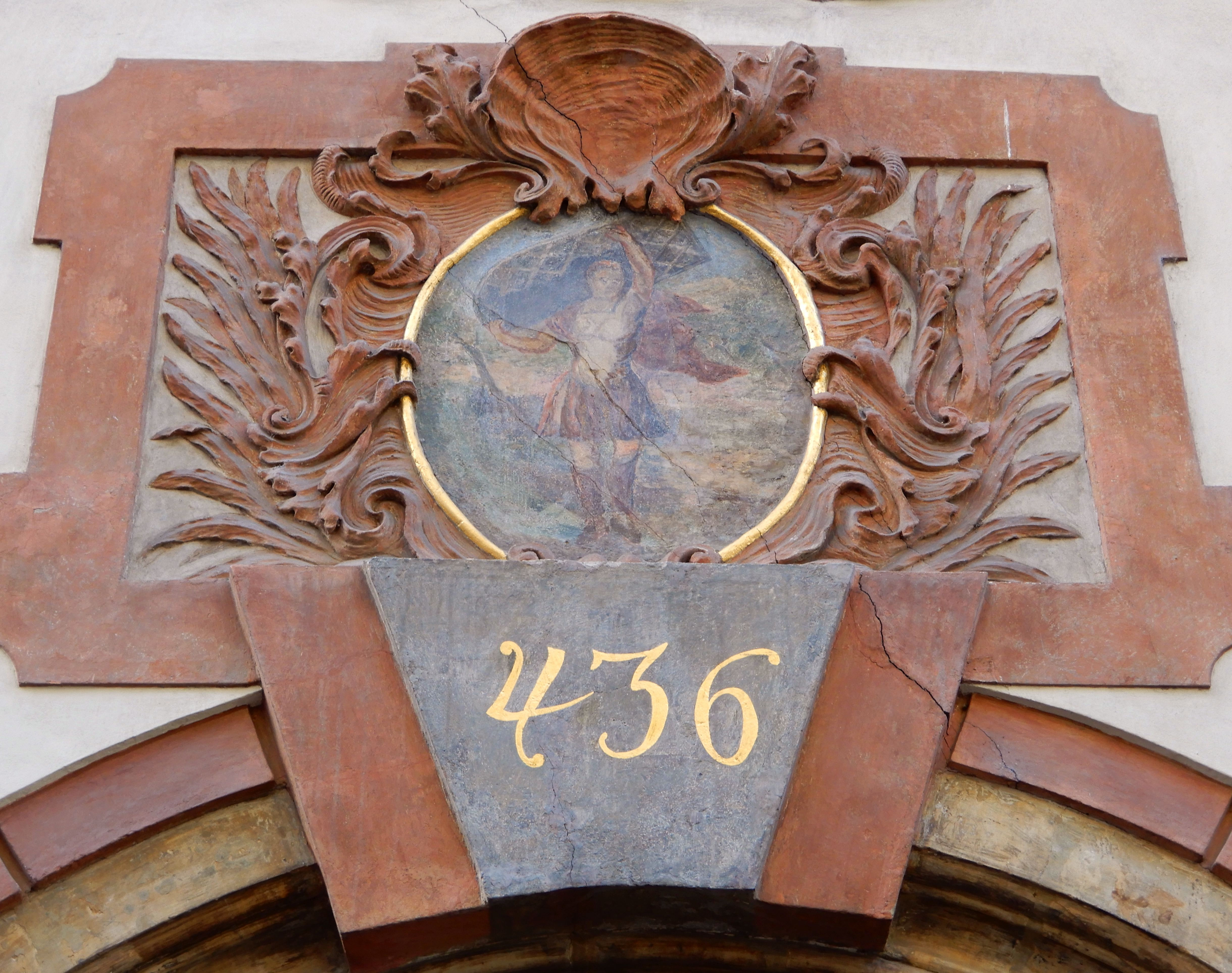
Samson nese dveře Gazy, dům „U železných dveří“, Michalská 19, čp. 436-I, Praha-Staré Město

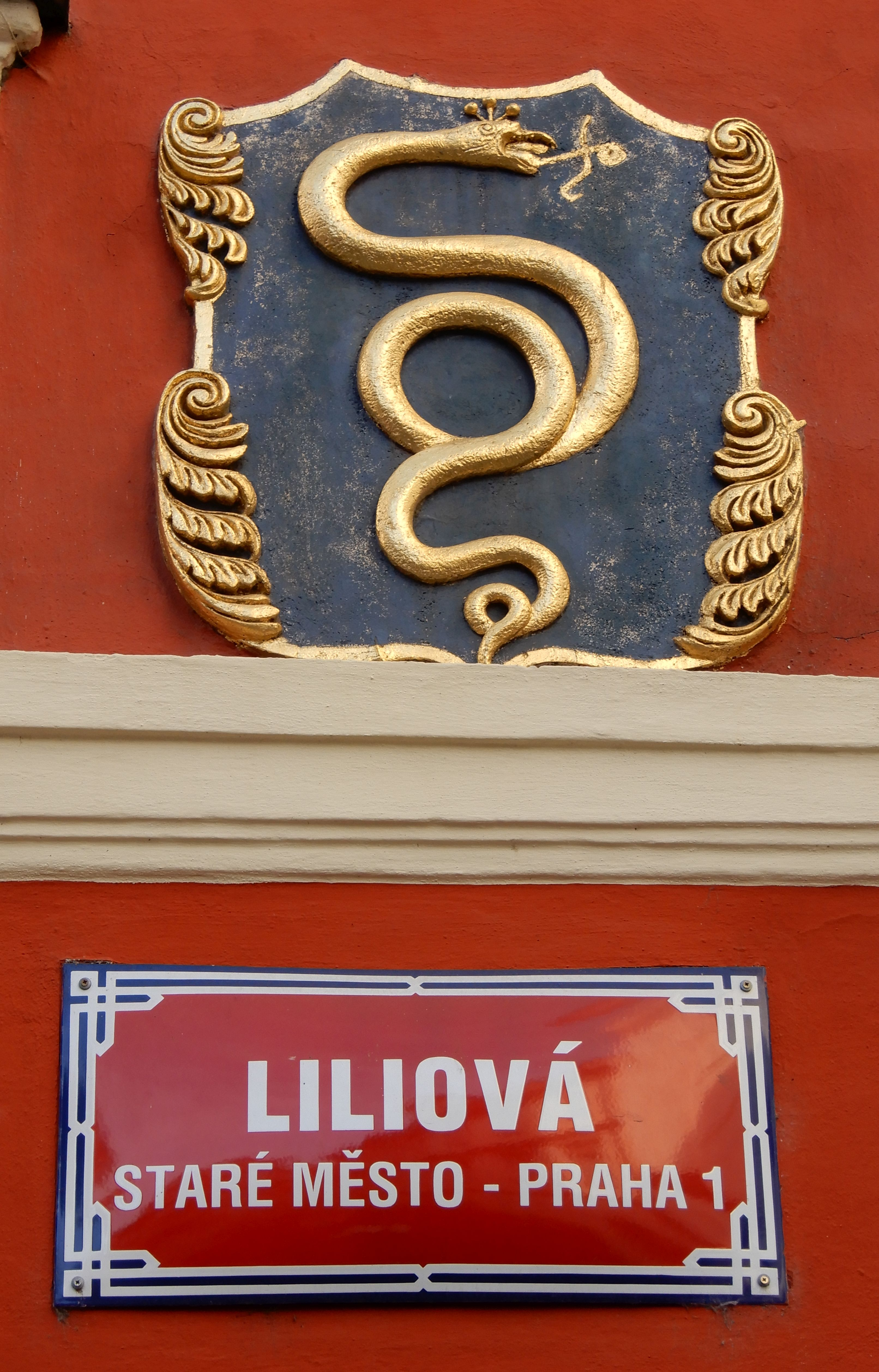
U zlatého hada, Liliová 17, dům čp. 181-I, nároží Liliové a Karlovy ulice, Praha-Staré Město

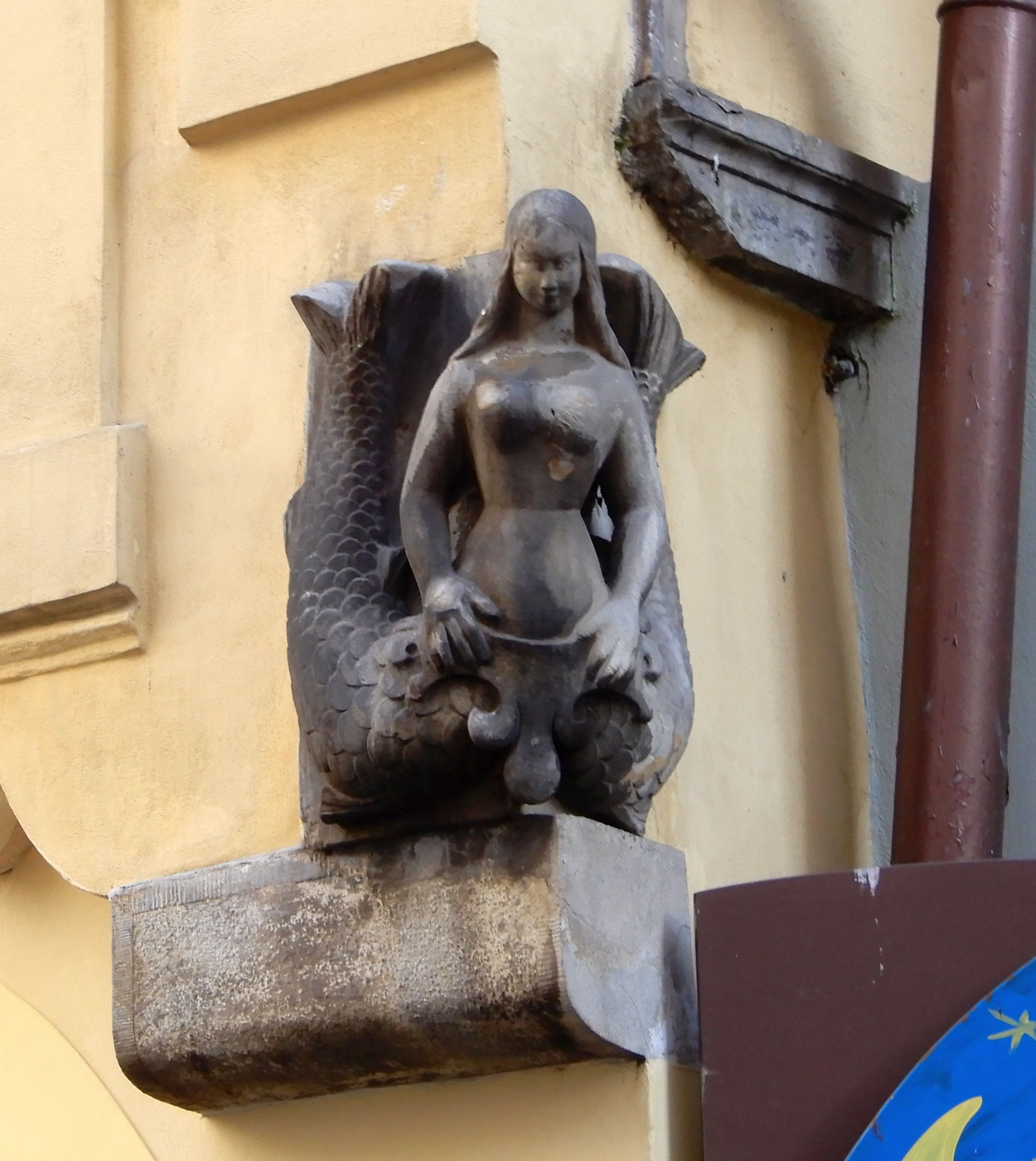
Kamenná mořská panna (kopie gotického znamení), Karlova 14, čp. 183-I, Praha-Staré Město

Domovní znamení je historická poznávací značka nad vchodem či na fasádě domu, nejstarší orientační pomůcka k vyhledávání domů v obcích a městech. V současnosti slouží především k dekoraci historických domů.

## Pojem
Domovní znamení je snadno pojmenovatelná a zapamatovatelná identifikační pomůcka domu. V historické době to byl zejména emblém v podobě reliéfu, sochy či malovaného obrázku, písmena nebo nápis, zpravidla nad vchodem domu, například vyobrazení mytické osoby, zvířete, rostliny, předmětu nebo heraldického znamení. Jiným způsobem označování jsou vývěsní štíty, vyznačující obchod, dílnu či jinou profesi majitele domu. Od druhé poloviny 18. století dosud je vystřídalo častější číslování domů, popřípadě kombinace čísla a písmene.

## Historie
Nejstarší domovní znamení v podobě kamenného reliéfu je doloženo z ptolemaiovského Egypta ze 3. století před naším letopočtem v Gíze. Domy, dvory či statky se od středověku rozlišovaly podle jména majitele, rodiny, mohly mít nad vchodem či na fasádě ochranné znamení nebo emblém jejich profese. V evropských městech se vžily názvy domů i přídomky jejich obyvatel podle domovních znamení. Domovní znamení jsou typická pro domy měšťanů, zatímco paláce se označovaly zásadně jmény majitelů.
Během 16.–17. století se příjmení ustálila a značně rozšířila domovní znamení ve velkoměstech, protože byla nutná k identifikaci při doručování pošty. Domovní znamení se libovolně měnila, jeden a týž dům může mít i tři různá znamení. Kolem poloviny 18. století bylo v Evropě zaváděno povinné číslování domů, v Praze k němu došlo podle dvorního dekretu z 1. října 1770. Domovní znamení byla oblíbená i v 19. století na stylových novostavbách historismu a secese.

### Česká města
Největší počet domovních znamení je písemně doložen i dochován v Praze. Jejich počet je unikátní v kontextu celé Evropy. Další početná domovní znamení jsou zdokumentována v Olomouci a na památných domech v dalších městech (např. Brno, Jihlava, Jindřichův Hradec, Litomyšl, Mladá Boleslav, Plzeň). Znamení gotického původu jsou vzácná, dochovala se většinou v muzeích. Nejvíce pražských znamení pochází ze 17.–18. století, kdy se ustálila forma barokního štukového štítu s obrazem, často mariánským. K novému zavádění domovních znamení v 50. letech 20. století vedle snaha oživit uniformitu panelových domů v Praze, Ostravě či Havířově, posloužila k orientaci spíše dětem. Rodinné domy si majitelé dávají vyzdobit dodnes.

## Náměty
Tematika domovních znamení často bývá určena náboženstvím (ochranná znamení) nebo souvisí s heraldikou. Podle ním bývala volena barevnost. Nejčastějšími emblémy byly:
- nebeská tělesa: slunce, měsíc, hvězda, kometa
- mytické postavy, zejména antické a biblické – starozákonní (Samson, Samuel, Jonáš)
- Božské osoby, světci a jejich emblémy, andělé
- světští ochránci a jejich atributy: rytíř, těžkooděnec, jezdec, střelec, meč, dělo, dělová koule
- akustické předměty a hudební nástroje: zvon, rolnička, buben, housle, trubka
- pracovní nástroje: nůžky, nůž, vřeteno, hrábě, sekera, srp, sladovnická limpa
- řemeslnické výrobky: džbán, kalich, prsten, hřeben, klíč, preclík
- pozemské útvary a stavby: vrch, skála, pramen, můstek, dům
- živočichové: lev, orel, slon, liška, beránek, kůň, vůl, vlk, zajíc, pes, kočka, pelikán, pštros, kohout, žába, rak, velryba, štika, kapr
- rostliny: strom, plod (hruška, jablko, hrozen vína), ratolest, květina (nejčastěji růže nebo lilie)
- čísla a číselné znaky: trojka, sedmička, hrací kostka, řemeslnické a obchodní značky (merky)
- symboly štěstí: podkova, srdce, kotva, holubice

## Materiály
Trojrozměrná domovní znamení bývala zprvu řezaná ze dřeva (např. gotická hlava sv. Jana Křtitele v Muzeu hl. m. Prahy), nejčastěji tesaná z kamene, méně trvanlivá byla železná znamení a železné štíty na žerdi, užívaly se také originály dělových koulí ze zvonoviny (jako památka na ostřelování města), v době historismu v 19. století se znamení modelovala také ze štuku. Na sokly v nadpraží či v nároží domu se někdy stavěly originály ochranných soch (Panna Marie, archanděl, svatý český patron). Důležitou součástí bylo zlacení a polychromie, protože barevností se musela odlišovat zejména častá znamení.
Plochá znamení se nejčastěji malovala jako freska rovnou na fasádu, v době baroka se také malovala jako obraz (olejomalba) a vkládala do štukového rámu pod sklo. V 19. století se objevila také skleněná mozaika.

## Současnost
Domy povinně označené čísly se alternativně označují také domovním znamením,  piktogramem, nebo logem. Nevítané, ale časté bývá označení fasády domu pomocí graffiti.